# Euplokamis
Famille
Genre
Euplokamis est un genre de cténophores de l'ordre des Cydippida, le seul de la famille des Euplokamididae. 

## Liste des espèces
Selon World Register of Marine Species (22 septembre 2019) :
- genre Euplokamis Chun, 1879
  - Euplokamis crinita (Moser, 1909)
  - Euplokamis dunlapae Mills, 1987
  - Euplokamis evansae Gershwin, Zeidler & Davie, 2010
  - Euplokamis helicoides (Ralph & Kaberry, 1950)
  - Euplokamis octoptera (Mertens, 1833)
  - Euplokamis stationis Chun, 1879

## Publication originale
- Famille des Euplokamididae :
  - (fr + en) Claudia E. Mills, « Revised classification of the genus Euplokamis Chun, 1880 (Ctenophora: Cydippida: Euplokamidae n. fam.) with a description of the new species Euplokamis dunlapae », Revue canadienne de zoologie, Éditions Sciences Canada, vol. 65, no 11,‎ novembre 1987, p. 2661-2668 (ISSN 0008-4301 et 1480-3283, OCLC 39737158, DOI 10.1139/Z87-404).